# 1475 en musique classique
| \| • Retour à la chronologie générale de la musique classique • \| |
| Grèce • Rome • Haut Moyen Âge • VIIIe siècle • IXe siècle • Xe siècle • XIe siècle XIIe siècle • XIIIe siècle • XIVe siècle • XVe siècle • XVIe siècle • XVIIe siècle XVIIIe siècle • XIXe siècle • XXe siècle • XXIe siècle |
| • Retour à la chronologie générale de la musique classique • |

| Années en musique classique : 1472 - 1473 - 1474 - 1475 - 1476 - 1477 - 1478    |
| Décennies en musique classique : 1440 - 1450 - 1460 - 1470 - 1480 - 1490 - 1500 |

## Naissances
- Antonius Divitis, chanteur, compositeur et maître de chapelle franco-flamand († vers 1526).

## Décès
- Johannes Cornago, compositeur espagnol (° vers 1450).